# NGC 5654
NGC 5654 (również PGC 51807 lub UGC 9319) – para zderzających się galaktyk, prawdopodobnie soczewkowatych, znajdująca się w gwiazdozbiorze Wolarza. Odkrył ją William Herschel 1 maja 1785 roku. Większość katalogów traktuje ją jako pojedynczą galaktykę.